# خوان رامون (بازیکن فوتبال زاده ۱۹۸۷)
خوان رامون (انگلیسی: Juan Ramón؛ زادهٔ ۱۹ مهٔ ۱۹۸۷) بازیکن فوتبال اهل اسپانیا است.
از باشگاه‌هایی که در آن بازی کرده‌است می‌توان به باشگاه ورزشی تنریف و باشگاه فوتبال زامورا اشاره کرد.